# Oh Mother
Oh Mother, este unul din cele șase single-uri ale Christina Aguilera din albumul Back to Basics, și lansat între data de 23 septembrie și 8 octombrie 2007.Sngle-ul se află pe primul CD al albumului clasat ca piesa cu numărul 7, și se află pe locul 22 în tabelele din Franța.

## Track listings
CD single and Germany digital download
1. "Oh Mother" – 3:44
2. "Oh Mother" (instrumental) – 3:47

Switzerland digital download
1. "Oh Mother" – 3:45

## Clasamente
| Clasament (2007)         | Poziții de top |
| ------------------------ | -------------- |
| Austrian Singles Chart   | 23             |
| Slovakian Airplay (IFPI) | 21             |
| Dutch Singles Chart      | 54             |
| German Singles Chart     | 18             |
| Swiss Singles Chart      | 79             |